# صائدات المحار
صائدات المحار أو سَلَاجِيَّات (الاسم العلمي: Haematopidae) هي فصيلة من الطيور تتبع رتبة الزقزاقيات من طائفة الطيور.

## تصنيف
- صائداوات المحار
  - صائد المحار